# Epacris curtisiae
Epacris curtisiae är en ljungväxtart som beskrevs av S.J. Jarman. Epacris curtisiae ingår i släktet Epacris och familjen ljungväxter. Inga underarter finns listade i Catalogue of Life.